# Плотина Вайонт
Вайонт — арочная бетонная плотина рядом с горой Монте-Ток на реке Вайонт (приток реки Пьяве) , в провинции Беллуно, на севере Италии. Построена в 1961 году для выработки электроэнергии. Обеспечивала до 85 % электроэнергии региона, после  катастрофы 1963 года не функционирует.
Имеет высоту 261,6 м, длину по гребню 190 м, ширину по основанию 23 м и ширину по гребню, равную 3,9 м. Считалась[кем?] одной из самых «изящных» плотин в мире.
По первоначальному проекту, образованное плотиной водохранилище должно было иметь объём 0,169 км³; но после катастрофы 1963 года значительная часть первоначального водоема заполнилась материалом оползня. Рядом с плотиной планировалось построить ГЭС (а позже возвести целый каскад плотин), — однако после катастрофы от этого проекта отказались.
Ещё во время строительства плотины Вайонт, на расположенной в той же провинции Беллуно и спроектированной тем же инженером Карло Семенца при участии того же геолога Франческо Пента для Адриатической энергетической корпорацией (Societa Adriatica de Elettricita, SADE, которая являлась поставщиком электричества, плотине Понтесей, 22 марта 1959 года произошёл похожий оползень, который вызвал волну высотой 20 метров в результате чего погиб один человек.

## Катастрофа
9 октября 1963 года около 22:39 по Гринвичу здесь произошла одна из самых крупных аварий в истории гидротехнического строительства, унёсшая жизни, по разным оценкам, от 2 до 3 тысяч человек. В чашу водохранилища за 45 секунд обрушился со скоростью 190 км/час горный массив длиной 2 км, площадью 2 км² и объёмом около 0,2—0,3 км³, который до этого находился в состоянии незначительной подвижности. Чаша водохранилища оказалась заполненной горной породой до высоты 175 м над уровнем воды. Оползень вызвал перелив воды через гребень плотины объёмом более 50 млн м³ слоем 150—250 м (по разным источникам). Водяной вал, прошедший со скоростью 8—12 м/с по нижележащим территориям, имел высоту до 90 м. Было разрушено несколько сёл и деревень, погибли их жители. С момента возникновения оползня до полного разрушения объектов в нижнем бьефе прошло всего 4 минуты.
Оползень, постепенно приходящий в движение, местами до 30 см/сутки, удавалось останавливать путём сброса воды с плотины, уровень вод спадал и движение останавливалось. Горные инженеры, обследовавшие оползень, не учли тот важный факт, что камень в массе горных пород был прослоен глиной, которая действовала как смазка и способствовала движению. Для прогнозирования последствий возможных катастроф, проводилось моделирование процесса обрушения, не предсказавшее опасных последствий. Высота волны, полученная при моделировании, составила 20—25 м. Непосредственно перед катастрофой уровень воды в водохранилище был сброшен на 25 метров.
Основными причинами, вызвавшими оползень, считаются:
- поднятие горизонта грунтовых вод в долине, вызванное строительством плотины;
- продолжительные дожди летом 1963 года.

Плотина устояла, хотя и испытала нагрузку, в несколько раз превысившую расчетную. На уровне гребня было смыто лишь около 1 метра бетона.

## Последствия
Всего за семь минут волна, перекинувшаяся через край плотины, полностью разрушила пять деревень в долине реки Пьяве (Вилланова, Лонгароне, Пираджо, Ривальта и Фаз), а также подвергла серьёзным разрушением ещё несколько населённых пунктов. Ещё до появления воды по населённым пунктам ударила воздушная волна. В потоках грязи, камней и воды погибло от 1900 до 2500 человек (некоторые источники говорят о 3000 жертв).
После катастрофы в этом регионе началась бурная индустриализация, так как пострадавшие районы получили ряд экономических льгот. Правительство Италии и компания SADE долго вели ожесточенные споры, которые прекратились после осуждения (на очень малые сроки) нескольких инженеров. Через пять лет после катастрофы один из ведущих инженеров под тяжестью вины покончил жизнь самоубийством.

## В кино
- 2001 — художественный фильм «Вайонт[итал.]», в главных ролях — Мишель Серро и Даниэль Отёй.
- 2012 — «Горное цунами», 5-й сезон документального сериала «Секунды до катастрофы».

## Видеоматериалы
Видеоролик с компьютерной реконструкцией оползня, обрушившегося в водохранилище.
Видеоролик Архивная копия от 12 января 2022 на Wayback Machine с историей катастрофы и её последствиями.